# Castillo de San Hilarión
El castillo de San Hilarión (en francés: Château de Saint-Hilarion) es un fortín situado en los montes Pentadáctilos, en el norte de Chipre, cerca de Kyrenia.

## Historia
San Hilarión fue originalmente un monasterio; su nombre era el de un monje que al parecer eligió el sitio para hacerse ermitaño. En el lugar existía un monasterio y una iglesia construida en el siglo X. Los bizantinos erigieron las primeras fortificaciones en el siglo XI. Algunas secciones se mejoraron aún más bajo el gobierno de Guido de Lusignan, que pudo haber utilizado el castillo como residencia de verano. Durante el período del Reino de Chipre, el castillo fue fortificado por representantes de la dinastía de Lusignan (1192-1489). En el siglo XIII pasó a manos de la familia feudal Ibelín. Era prácticamente inexpugnable. En 1232, fue el centro de una disputa de cuatro años entre el emperador Federico II e Ibelin por el control de Chipre. El emperador no pudo tomarlo y fue vencido en la batalla de Agridi. En 1373, durante la guerra chipriota-genovesa, los genoveses sitiaron infructuosamente el castillo, que defendió el representante en Chipre de Jacobo de Lusignan.
El castillo cuenta con tres divisiones o salas. La sala inferior tenía los establos y las viviendas para los hombres de armas. La torre del príncipe Juan se encuentra en un acantilado sobre el castillo inferior. La iglesia se halla en la sala central. La superior se reservaba para la realeza y el acceso a ella se hace a través de un arco bien conservado. Las instalaciones de la finca se encuentran en el oeste, cerca de los aposentos reales. A lo largo del muro occidental, hay una vista impresionante de la costa norte de Chipre, con vistas a la ciudad de Girne, desde la Ventana de la Reina.
Gran parte del castillo fue desmantelado por los venecianos en el siglo XV para reducir el costo del mantenimiento de las guarniciones.